# Jan Bontjes van Beek
Jan Bontjes van Beek (Vejle, Denemarken, 18 januari 1899 - West-Berlijn, 5 september 1969) was een Duits beeldend kunstenaar, die voornamelijk als keramist, en in mindere mate ook als beeldhouwer actief was.

## Levensloop
Bontjes van Beek groeide als kind van oorspronkelijk Nederlandse ouders op in Uerdingen aan de Rijn. Zijn familie nam pas in 1907 de Duitse nationaliteit aan. In zijn tienerjaren ontwikkelde hij een voorliefde voor de kunst, trok naar de kunstenaarskolonie Worpswede bij  Bremen en later naar het daar niet ver vandaan gelegen Fischerhude. In 1920 trouwde hij daar met de danseres en beeldhouwster Olga Breling. Het huwelijk liep in 1933 echter uit op een echtscheiding. Hun uit dit huwelijk nog in 1920 geboren dochter Cato werd later bekend in het verzet tegen de nazi's.  Ook vader Jan was een fel tegenstander van het nationaalsocialisme, dat immers de kunst geheel in dienst van zijn doctrine wilde stellen. Beiden werden in  1942 door de Gestapo gearresteerd. Jan werd echter wegens gebrek aan bewijs vrijgelaten. In 1944 werd hij gedwongen dienst te nemen in de Wehrmacht en een jaar later aan het oostfront door de Russen krijgsgevangen gemaakt. 

Na de oorlog werd hij docent aan de kunstacademie van Oost-Berlijn (Weißensee), maar toen hij ervoer dat ook het DDR-regime de vrije kunsten niet tot volledige ontplooiing wilde laten komen, week hij naar West-Duitsland uit. Hij werkte o.a. nog te Selb en Bad Oeynhausen en West-Berlijn, waar hij in 1969 overleed.

## Werk
Jan Bontjes van Beek exposeerde vaak in Duitsland, in Milaan in Italië en in Japan, maar was nooit in Nederland. 
Veel van zijn potten en vazen zijn in diverse Duitse musea te zien. 